# Eudule arctiata
Eudule arctiata là một loài bướm đêm trong họ Geometridae.